# Московский проспект (Ярославль)
Моско́вский проспе́кт (бывшая Большая Московская улица) — главная транспортная артерия южной части Ярославля. Московский проспект лежит между Богоявленской площадью и нефтеперерабатывающим заводом и является частью автомобильной дороги М8 «Холмогоры». Нумерация домов ведётся от моста через Которосль.

## История
Улица в начале XX века
Первое известное название улицы — Московская дорога, получившая своё название по городу Москве, в направлении которого она проложена. До XVII века дорога проходила через нынешние Тропинскую и Ямскую улицы. В XVII веке переправа через Которосль была перенесена к Спасскому монастырю, Большая Московская дорога стала начинаться от новой переправы и соединялась со старым путём в Ямской слободе (около современного перекрёстка улиц Ямской и Наумова). В 1693 году Большая Московская дорога стала частью учреждённого Петром I Московско-Архангельского тракта. В то время этот тракт имел огромное торговое значение, служа почти единственным путём, соединяющим Архангельский порт и вообще Русский Север с центральной Россией.

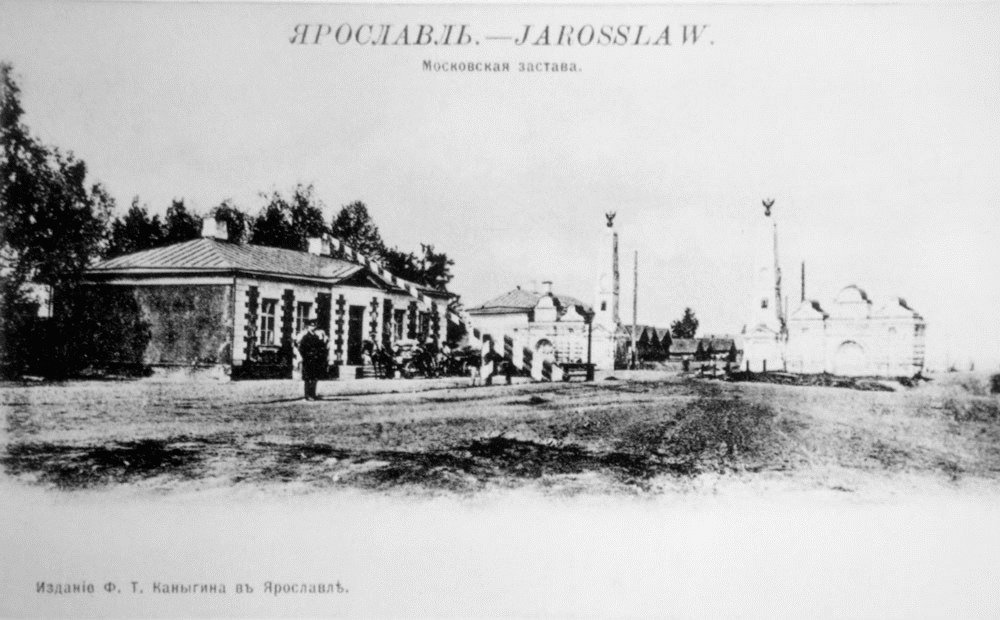
Московская застава в конце улицы, XIX век

В конце XVIII века Ямскую слободу вслед за другими частями города стали перестраивать по регулярному плану. Большая Московская дорога в границах города была спрямлена, получив современное начертание, и стала называться Большой Московской улицей. Она начиналась от переправы через Которосль и заканчивалась на Туговой горе, где на границе города была построена Московская застава.
По указу Павла I в 1797 году на Большой Московской началось сооружение военного городка, ставшего первым регулярным кварталом новой улицы и основным её композиционным элементом.
В 1821 году вместо старого моста на барках был сооружён первый постоянный мост через Которосль, соединивший Большую Московскую с центром города. В 1831—1832 годах в начале улицы, ежегодно подтопляемом разливами Которосли, была насыпана земляная дамба с тромбованным шоссейным полотном, длиной около 1200 метров и шириной 13 метров, обложенная крупным булыжником. Для свободного протока воды весной в насыпи была сооружена арка из крупного дикого камня высотой 12 метров. Эта арку спроектировал и построил крестьянин Емельян Орлов, и она существует до сих пор.
В 1845 году было достроено шоссе от Москвы до Ярославля, частью которого стала и Большая Московская улица (поэтому её иногда называли по общему названию дороги — Московское шоссе или Московская шоссейная дорога).
В 1869 году рядом с Московской заставой был построен первый железнодорожный вокзал Ярославля. В 1887-м через улицу на месте заставы была проложена железнодорожная ветка на Кострому.
В 1896—1899 годах при сооружении трамвайной линии от Богоявленской площади до Московского вокзала был укреплён мост через Которосль, расширена следующая за ним дамба и сделана выемка в Туговой горе под веткой на Кострому. При проведении земляных работ примерно посередине выемки был обнаружен огромный скелет мамонта. Позже, в 1936 и 1962 годах, выемку расширяли.
В 1957 году к Большой Московской улице был присоединён участок шоссе от Московского вокзала до улицы Кривова, в 1967 году — участок от улицы Кривова до улицы Нефтяников. И в том же году в октябре улица была переименована в Московский проспект, «учитывая перспективное развитие Московской улицы, Московского шоссе и их значение в формировании городской застройки».
В 2009—2010 году была произведена масштабная реконструкция проспекта. Движение по всей длине расширено незначительно и заторы в оживлённые часы так и не исчезли.

## Здания и сооружения

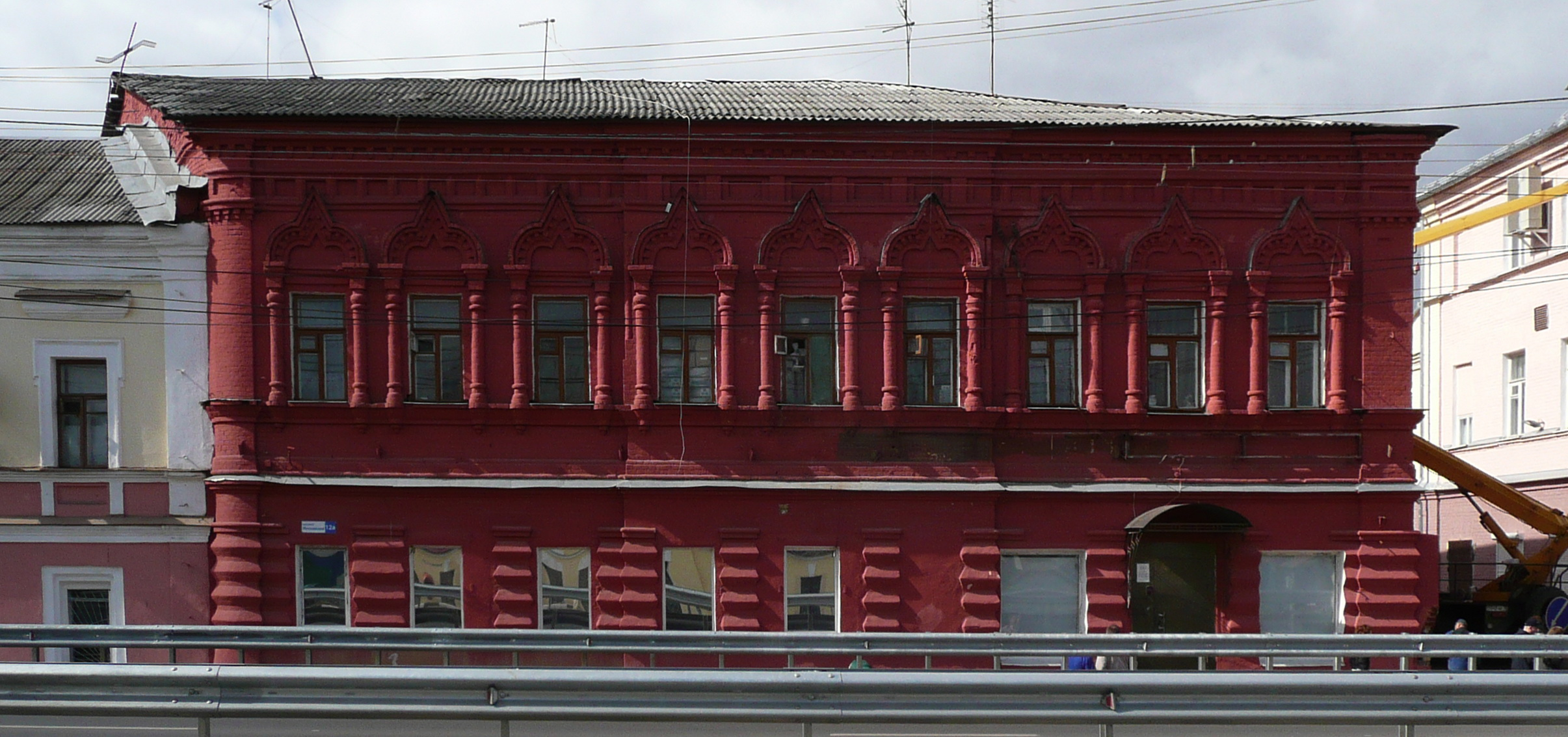
Бывший дом Градусовой (№ 12а)

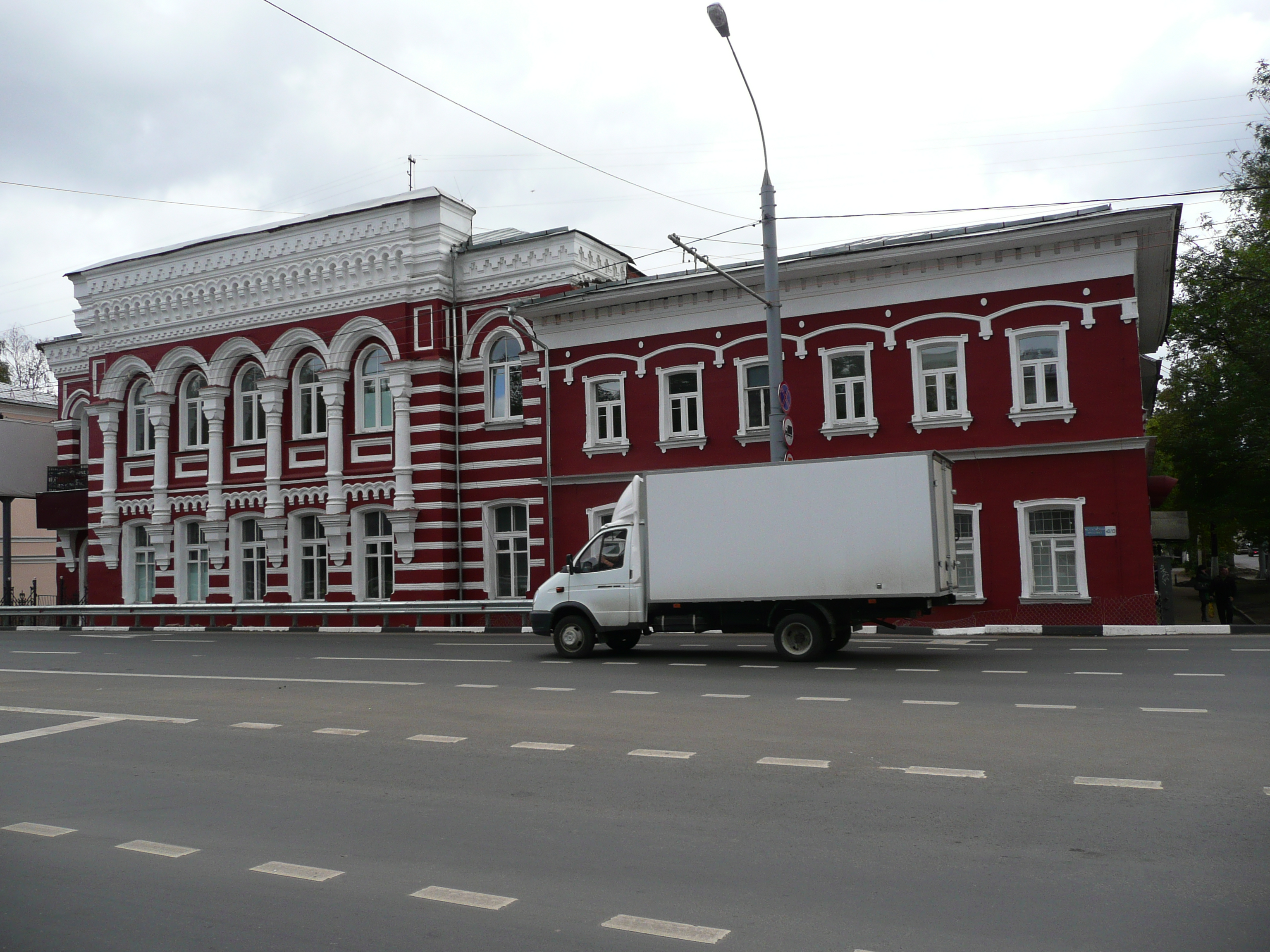
Бывший Николаевский приют (№ 43)

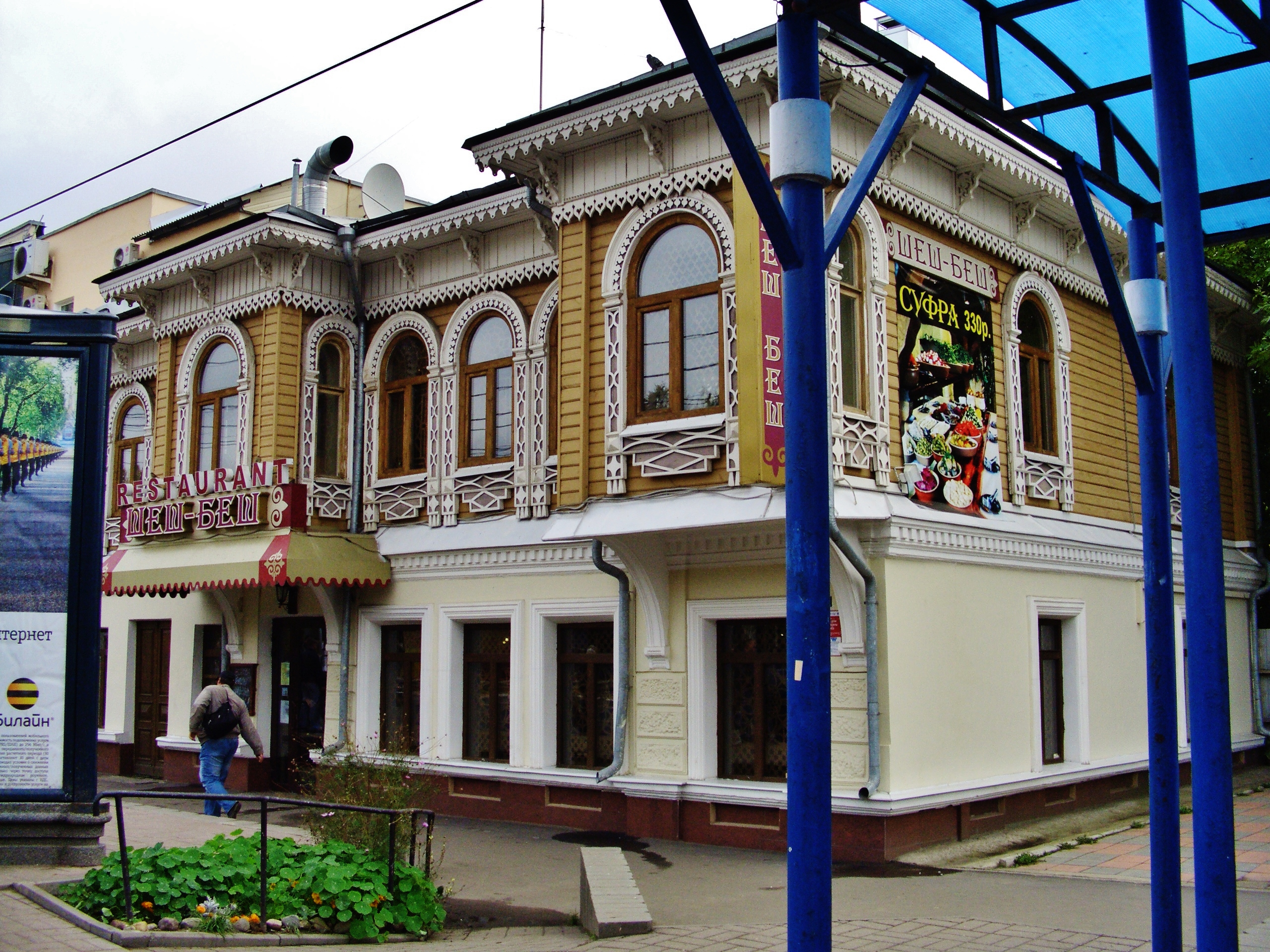
Бывший дом купца Будилова (№ 101)

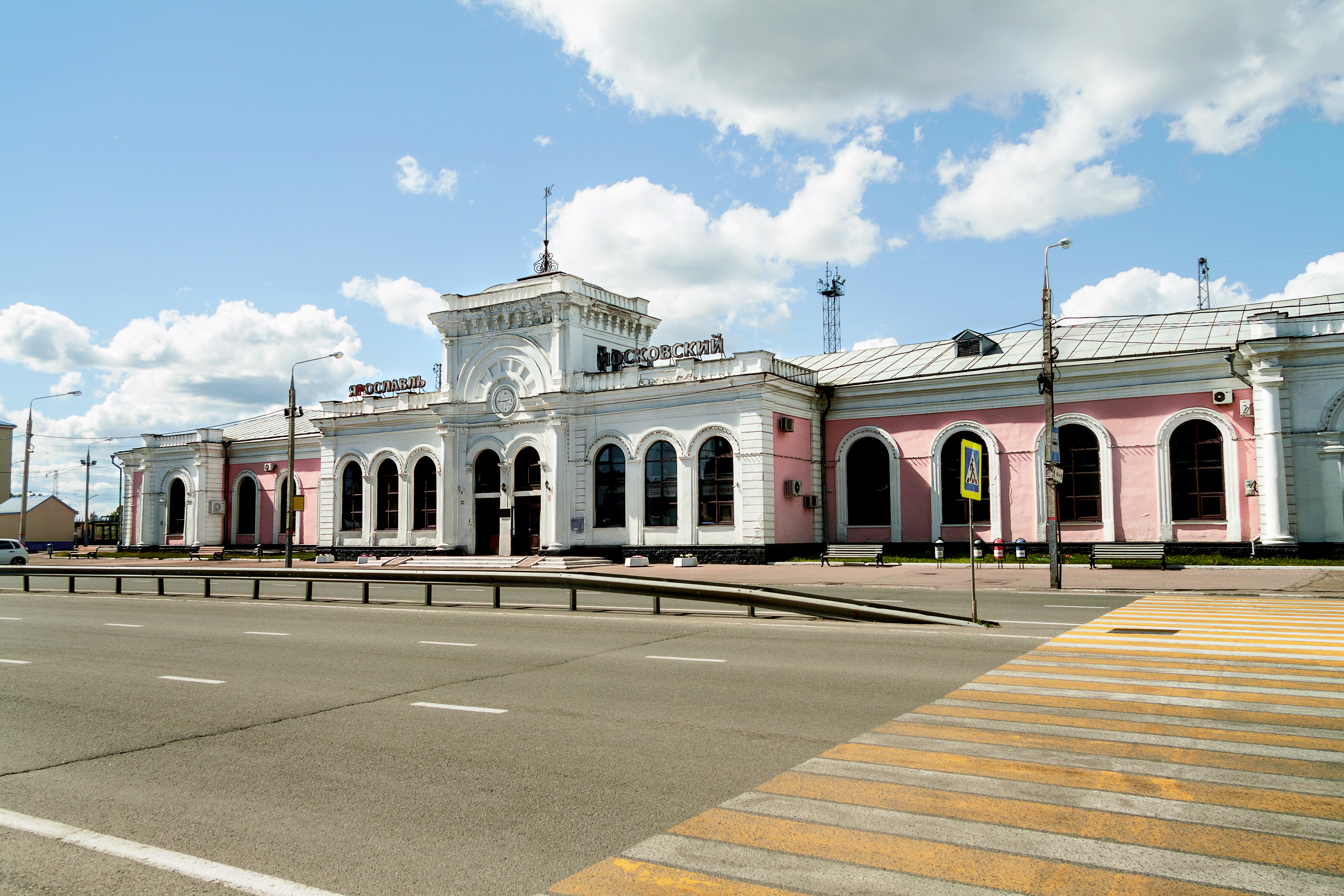
Московский вокзал

- Строящийся офисный центр компании «Тензор»
- № 1 — Бывший жилой дом, построенный в конце XVIII века
- № 3 — Бывший жилой дом, построенный в начале XX века в стиле модерн. Ныне — Следственный отдел по Фрунзенскому району Ярославля
- № 10 — Гостиница «Азимут»
- № 11 — Здание начала XX века в стиле модерн. Ныне — ЗАГС Ярославского района, комитет по охране окружающей среды Ярославского МО МУ, отдел № 11 Управления Роснедвижимости по Ярославской области
- № 12 — Бывший жилой дом Градусовых, построенный в 1891 году[4]
- № 12а — Бывший дом Градусовых, построенный в 1868 году в русском стиле[5]
- № 14 — Бывшая гостиница «Метрополь» Градусовых, построена в середине XIX века.
- № 28 — Ансамбль бывшего кадетского корпуса (классицизм, 1793 г., 1805 г., 1810 г., 1828 г., 1830 г.), ныне филиал Военно-космической академии
- № 33 — Курсы гражданской обороны МЧС
- № 43 — Здание бывшего Николаевского приюта, ныне — поликлиника № 1 Клинической больницы № 8,
- № 55, 55б — Ансамбль бывших жандармских казарм, построенный в конце XVIII — начале XIX веков.
- № 80а — Ярославский автовокзал и торговый центр «Автограф»
- № 84, 88, 88а — Корпуса Ярославского государственного технического университета
- № 92 — Дворец культуры Нефтяников
- № 93 — Бывший жилой дом Фёдорова с трактиром, построен в начале XX века.
- № 101 — Бывший жилой дом купца Будилова с трактиром, построенный в 1908 году[6]
- № 107 — Территориальная администрация Фрунзенского района мэрии города Ярославля
- № 108 — ТРЦ «Шоколад»
- № 137 — Торговый центр «Кооператор»
- № 151 — Ярославский железнодорожный техникум
- № 161 — Крестобогородская церковь
- № 163 — «Китайская стена» — самый длинный дом в Ярославле (490 метров)[7]
- № 163, к 2 — ЖК «Голубой топаз»

## Транспорт
- Автобус № 1, 2, 4, 4а, 8, 13, 19, 19к, 21б, 33, 41, 41а, 41б, 42, 53, 56, 62, 66, 68, 71С, 76, 84С, 92, 94С, 97С
- Троллейбус № 5, 9
- Маршрутные такси № 71, 84, 94, 97